# Colaspoides crassifemur
Colaspoides crassifemur es un coleóptero de la familia Chrysomelidae.
Fue descrita científicamente en 1984 por Tan & Wang.